# Episodi di Unikitty! (terza stagione)
La terza stagione della serie animata Unikitty! viene trasmessa negli Stati Uniti, da Cartoon Network, dal 24 dicembre 2019.
In Italia è stata trasmessa dal 15 febbraio 2020 su Cartoon Network.
| nº | Titolo originale                         | Titolo italiano                           | Prima TV USA      | Prima TV Italia   |
| -- | ---------------------------------------- | ----------------------------------------- | ----------------- | ----------------- |
| 1  | Growing Pains                            | Le gommose della crescita                 | 24 dicembre 2019  | 15 febbraio 2020  |
| 2  | Wiener Club                              | Il Re degli Hot Dog                       | 24 dicembre 2019  | 16 febbraio 2020  |
| 3  | Trapped in the Tower                     | I sentimenti di Signor Frown              | 24 dicembre 2019  | 22 febbraio 2020  |
| 4  | Special Delivery                         | Una lettera pericolosa                    | 24 dicembre 2019  | 16 febbraio 2020  |
| 5  | Scary Tales 2                            | La notte di Halloween 2                   | 24 dicembre 2019  | 23 febbraio 2020  |
| 6  | Old Lady Bodyguard                       | A spasso con Edith                        | 8 marzo 2020      | 6 settembre 2020  |
| 7  | Too Cool                                 | Il cappello                               | 8 marzo 2020      | 12 settembre 2020 |
| 8  | Guardian of the Unikingdom               | Il guardiano del regno                    | 15 marzo 2020     | 12 settembre 2020 |
| 9  | Cast Aside the Truth                     | Falcondrillo e la farfalla                | 22 marzo 2020     | 13 settembre 2020 |
| 10 | Unikitty and the Ice Pop Factory         | Fino all'ultimo ghiacciolo                | 29 marzo 2020     | 13 settembre 2020 |
| 11 | Sunken Treasure                          | La mappa del tesoro                       | 5 aprile 2020     | 19 settembre 2020 |
| 12 | Dawn of the Donut                        | La notte degli zombie                     | 17 agosto 2020    | 20 settembre 2020 |
| 13 | P.L.O.T. Device 2: Beyond the Bored Dome | Emozioni forti                            | 17 agosto 2020    | 26 settembre 2020 |
| 14 | The New Nemesis                          | Nemici per la pelle                       | 18 agosto 2020    | 26 settembre 2020 |
| 15 | Baby Caterpillar                         | Il bruco radioattivo                      | 18 agosto 2020    | 27 settembre 2020 |
| 16 | Borrowed                                 | I libri rubati                            | 19 agosto 2020    | 19 settembre 2020 |
| 17 | Sick Day                                 | Il raffreddore                            | 13 settembre 2020 | 27 settembre 2020 |
| 18 | Best Best Friends                        | La gara di amicizia                       | 19 agosto 2020    | 3 ottobre 2020    |
| 19 | The Escape Room of Doom                  | Lo svitato scoraggiato                    | 20 agosto 2020    | 4 ottobre 2020    |
| 20 | Last One There                           | L'ultimo che arriva                       | 24 agosto 2020    | 4 ottobre 2020    |
| 21 | The Very Best Candy                      | La rivolta dei dolcetti                   | 25 agosto 2020    | 10 ottobre 2020   |
| 22 | The Unikingdom Awards                    | I premi di Unilandia                      | 26 agosto 2020    | 10 ottobre 2020   |
| 23 | The Birthday to End All Birthdays        | Il compleanno migliore di sempre. Parte 1 | 27 agosto 2020    | 11 ottobre 2020   |
| 24 | The Birthday to End All Birthdays        | Il compleanno migliore di sempre. Parte 2 | 27 agosto 2020    | 11 ottobre 2020   |